# 타라스 단코
타라스 흐리호리요비치 단코(우크라이나어: Тара́с Григо́рович Данько́, 1980년 7월 3일~)는 우크라이나의 전직 레슬링 선수이다. 2008년 하계 올림픽에서 남자 자유형 미들급 동메달을 획득했으며 세계 레슬링 선수권 대회에서 메달 1개를 획득했다.
소련 국가대표 선수 출신 레슬링 지도자인 흐리호리 단코의 아들이다. 흐리호리는 타라스의 개인 코치를 맡았다.